# Tallohuaya
Tallohuaya är en ort i Mexiko.   Den ligger i kommunen Atzalan och delstaten Veracruz, i den sydöstra delen av landet, 220 km öster om huvudstaden Mexico City. Tallohuaya ligger 409 meter över havet och antalet invånare är 195.
Terrängen runt Tallohuaya är huvudsakligen kuperad, men norrut är den platt. Runt Tallohuaya är det ganska tätbefolkat, med 100 invånare per kvadratkilometer. Närmaste större samhälle är Martínez de la Torre, 13,4 km nordost om Tallohuaya. I omgivningarna runt Tallohuaya växer huvudsakligen savannskog.